# ワイエムシィ
株式会社ワイエムシィ(YMC CO., LTD.)は日本の液体クロマトグラフィー専門メーカー。
ラボスケールからプラントスケールまで、HPLC用充填剤、HPLC用カラム、分取クロマトグラフのトータルソリューションを提供する。本社は京都市下京区。
2018年2月1日、小松事業所（石川県小松市）において医薬品の製造業の許可を取得。

## 主な営業品目
- 液体クロマトグラフィー用充填剤
- 分析・分取用パックドカラム
- 工業用大量分取装置
- 液体クロマトグラフィー関連機器
- 分析装置の製造販売
- 受託合成、受託精製
- 有機薬品の精製および製造
- 分離精製用パイロットプラント
- その他依頼研究
- マイクロリアクタの製造販売

## 関連会社一覧
- YMC Europe GmbH
- YMC America, Inc.
- YMC India Pvt. Ltd.
- YMC Korea Co.,Ltd.
- YMC Taiwan Co.,Ltd.
- YMC Singapore Tradelinks Pte. Ltd.
- YMC Switzerland LLC
- ChromaCon AG
- 维慕曦生物科技（常州）有限公司
- 株式会社YMCエンジニアリング